# فیلیپ دوم سلوکی
فیلیپ دوم فیلورومئوس پادشاه سلوکی و پسر فیلیپ یکم بود. لقب او فیلورومئوس در یونانی به معنای دوستدار رُم است. او را با لقب باروپُس به معنای سنگین‌پا نیز می شناسند.
وی پادشاهی نمادین بود که زیر نظر پومپی در دههٔ ۶۰ (پیش از میلاد) بر بخش‌هایی از سوریه فرمان می‌راند. او با پسرعمویش آنتیوخوس سیزدهم بر سر جلب دل پومپی به خویش هماوردی داشت، ولی پومپی به هیچ کدامشان گرایشی نداشت و پس از چندی هم آنتیوخوس را کشت. فیلیپ پس از برکناری از شاهی زنده ماند و در سال ۵۶ پیش از میلاد داماد برنیس چهارم شاهبانوی بطلمیوسی شد. ولی سرانجام با از میان رفتن فیلیپ - شاید به دست رومیان - هم پیمانی میان دو دودمان هلنی رخ نداد.
فیلیپ اگرچه خود چهرهٔ مهمی در تاریخ نبود، ولی وی یازدهمین پُشت از دودمان سلوکی بود که با مرگش به زندگی این خاندان پایان داده شد.